# Élections législatives islandaises de 1971
Les élections législatives islandaises de 1971 se déroulent le 13 juin 1971. Le Parti de l'indépendance reste le plus important parti du Parlement islandais, en gagnant 15 des 40 sièges de la Chambre basse de l'Althing.
Ólafur Jóhannesson devient Premier ministre d'Islande à la tête d'un gouvernement composé du Parti du progrès, de l'Alliance du peuple et de l'Union des libéraux et de la gauche.

## Résultats
| Partis                   | Partis                                 | Voix    | %     | +/−  | Sièges par chambre | Sièges par chambre | Sièges par chambre | Sièges par chambre |
| Partis                   | Partis                                 | Voix    | %     | +/−  | Basse              | +/−                | Haute              | +/−                |
| ------------------------ | -------------------------------------- | ------- | ----- | ---- | ------------------ | ------------------ | ------------------ | ------------------ |
|                          | Parti de l'indépendance (D)            | 38 170  | 36,22 | 1,28 | 15                 | en stagnation      | 7                  | 1                  |
|                          | Parti du progrès (B)                   | 26 645  | 25,28 | 2,85 | 11                 | 1                  | 6                  | en stagnation      |
|                          | Alliance du peuple (G)                 | 18 055  | 17,13 | 0,48 | 7                  | en stagnation      | 3                  | en stagnation      |
|                          | Parti social-démocrate (A)             | 11 020  | 10,46 | 5,21 | 4                  | 2                  | 2                  | 1                  |
|                          | Union des libéraux et de la gauche (F) | 9 395   | 8,91  | Nv.  | 3                  | 3                  | 2                  | 2                  |
|                          | Parti de la candidature (O)            | 2 110   | 2,00  | Nv.  | 0                  | en stagnation      | 0                  | en stagnation      |
|                          |                                        |         |       |      |                    |                    |                    |                    |
| Votes valides            | Votes valides                          | 105 395 | 98,52 |      |                    |                    |                    |                    |
| Votes blancs et nuls     | Votes blancs et nuls                   | 1 580   | 1,48  |      |                    |                    |                    |                    |
| Total                    | Total                                  | 106 975 | 100   | –    | 40                 | en stagnation      | 20                 | en stagnation      |
| Abstentions              | Abstentions                            | 11 314  | 9,56  |      |                    |                    |                    |                    |
| Inscrits / participation | Inscrits / participation               | 118 289 | 90,44 |      |                    |                    |                    |                    |